# Limberk
Limberk je 687 m visoka strma gora nad Čušperkom, prav na meji med občinama Grosuplje in Dobrepolje. Na vrhu gore so ostanki poznoantične naselbine iz pozne rimske dobe. Naselbina je bila višinsko pribežališče rimskih staroselcev v času razpadanja Rimskega imperija.